# Trichomyia chepuensis
Trichomyia chepuensis är en tvåvingeart som beskrevs av Duckhouse 1972. Trichomyia chepuensis ingår i släktet Trichomyia och familjen fjärilsmyggor. Inga underarter finns listade i Catalogue of Life.